# Выскрибенцев, Александр Тимофеевич
Александр Тимофеевич Выскрибенцев (род. 30 декабря 1949 года, в Сталинске, СССР) — советский и российский актёр театра и кино, актёр Новосибирского театра музыкальной комедии.  Народный артист Российской Федерации (1998).

## Биография
Родился 30 декабря 1949 года в Новокузнецке . В 1972 году закончил Сибирский металлургический институт по специальности "Автоматизированные системы управления в металлургии" . На практику ездил на Карагандинский металлургический комбинат. В 1979 году закончил Новосибирскую консерваторию (педагог З.З. Диденко) .
Работал актером Новосибирского театра музыкальной комедии с 1979 года. Профессор Новосибирской консерватории, преподаватель актерского мастерства, сценического движения и речи на отделении музыкальной комедии.
Занимался альпинизмом.

## Работы в театре
- Генрих («Летучая мышь» И. Штрауса)
- Мэкки-Нож («Трехгрошовая опера» Курта Вайля)
- Кречинский («Свадьба Кречинского» А. Колкера)
- Попандопуло («Свадьба в Малиновке» Б. Александрова)
- Марчелло («Страсти Святого Микаэля» М. Самойлова)
- Бони, Князь Воляпюк («Сильва» И. Кальмана)
- Пеликан («Мистер Икс» И. Кальмана)
- Зупан («Марица И. Кальмана)
- Бабс Баберлей, Спетлайг («Тетка Чарлея» О. Фельцмана)
- Мендосо («Доротея, или День чудесных обманов» Т. Хренникова)
- Аметистов Александр Тарасович («Зойкина квартира» В. Дашкевича)
- Теща Воробьянинова («12 стульев» Г. Гладкова)
- Беня Крик («Биндюжник и король» А. Журбина)
- Флорестино («Тогда в Севилье» М. Самойлова)
- Штерцель («Голландочка» И. Кальмана)
- Си («Сирано де Бержерак» В. Баскина)
- Барон Зетта («Веселая вдова» Ф. Легара)
- Дулитл («Моя прекрасная леди» Ф. Лоу)
- Мустафа («Бал в Савойе» П. Абрахама)
- Тобиас («Мужчина ее мечты» В. Колло)
- Верейский («Дуброffский» К. Брейтбурга)
- Насреддин («Ходжа Насреддин» А. Колкера)
- Акоп («Ханума» Г. Канчели)
- Майор («Дамы и гусары» Л. Солина)
- Труффальдино («Труффальдино»)
- Осгуд Филдинг («В джазе только девушки»)

## Фильмография
- Безумный рейс, 1992

## Награды
- Заслуженный артист РСФСР (1988 год).
- Народный артист Российской Федерации (1998 год).
- Орден Дружбы (2011 год).
- Национальная театральная премия "Золотая маска" за исполнение роли Огуста Фелдинга в спекткле ("В джазе только девушки") (2005 год).